# 分散网络
分散网络也称“分布式网络”（Distributed Networks）。它与中央控制式网络系统相对应，是一套全新的网络系统。

## 结构
每台电脑都是一个“节点”(node)，每个节点都彼此相联，形成纵横交错的网状结构。此种网络结构中，不存在中央的概念，而且单个节点的重要性大大降低。相对于中央控制式网络，分布式网络只重视结果——把信号送到目的地，而不关心过程——通过何种途径传输。
网络专家尼葛洛庞帝(Nicholas Negropoute)对分组交换及网络传播原理做了如下解释：
|  | 一个个信息包各自独立，其中包含了大量讯息，每个信息包都可以经由不同的传输路径，从甲地传输到乙地。现在，假定我要从波士顿把这段文字传到旧金山给你。每个信息包......基本上都可以采取不同的路径，有的经由丹佛，有的经由芝加哥，有的经由达拉斯，等等。假设信息包在旧金山以此排序时，却发现6号信息包不见了。6号信息包究竟出了什么事？军方拨款资助阿帕网时,正值冷战高峰。核战的威胁让人忧心忡忡。因此，假设6号信息包经过明尼阿波利斯时,敌人的飞弹正好落在这个城市。6号信息包因此不见了。其他的信息包一确定它不见了，就会要求波士顿重新传输一次(这次不会再经过明尼阿波利斯了)。也就是说，因为我总是有办法可以找到可用的传输途径，假如要阻止我把讯息传输给你，敌人必须扫荡大半个美国。没错，在寻找可用的传输路径时(假如越来越多城市被敌人摧毁)，系统的速度就会减慢，但系统不会灭亡。了解这个道理非常重要，因为正是这种分散式体系结构令互联网能像今天这样三头六臂。无论是通过法律还是炸弹，政客都无法控制整个网络。讯息还是传送出去了，不是经由这条路，就是走另一条路出去。 |

## 研发历史
1961年，麻省理工学院的L.克莱因罗克(L.Klenrock)博士发表论文《大型通讯网络的信息流》，第一次详细论述了分布式网络理论。
60年代，美籍波兰人保罗·巴兰撰写多份报告，不仅系统地阐述了分布式网络理论而且提出后来网络传播的核心——“分组交换”(Packet Switching)。
1965年，在兰德公司的支持下，巴兰正式向美国空军提出建立分布式网络的计划。由于巴兰的想法适合军方的需要，因而受到美国国防部的高度重视。按照分布式网络的原理，由于单个节点的重要性大大降低，所以网络的任何节点遭到破坏，都不至于影响整个网络，而且节点越多，网络的安全性能就越高。
与此同时，英国物理学家D.W.戴维斯也提出“分布式网络”理论，其原理同巴兰的构想如出一辙，唯一的区别在于命名。巴兰将拆分的、便于传送的数据称为“块”。而戴维斯经过深思熟虑，并请教语言学家后，选择了“包”这个术语，从此拆分传送数据的方式也就被称为“分组交换”。另外，戴维斯构想分组交换的初衷，也同巴兰为军方服务有所不同，他是想建立一个更加有效的网络系统，从而使更多的人可以利用网络进行交流。

## 影响
“分布式网络”理论一旦用于美国军方系统，建立在“分布式网络”基础上的互联网前身——阿帕网也就应运而生了。
今天的互联网依旧是建立在分布式网络理论和包切换之上。